# روس ده یونگ
روس ده یونگ (هلندی: Roos de Jong؛ زادهٔ ۲۳ اوت ۱۹۹۳) قایقران روئینگ اهل هلند است.
وی در مسابقات کشوری و بین‌المللی در مجموع برندهٔ ۱ مدال نقره، ۲ مدال برنز شده‌است.